# Đừng để tiền rơi
Đừng để tiền rơi là một chương trình trò chơi truyền hình được phát sóng trên kênh VTV3 từ ngày 16 tháng 1 năm 2014 đến ngày 13 tháng 9 năm 2017. Chương trình được đồng sản xuất bởi công ty Blue Ocean và Đài Truyền hình Việt Nam, và là phiên bản Việt Nam của chương trình The Million Pound Drop  do hãng Endemol (Anh) sáng lập. Mục đích chính của trò chơi là bảo toàn số tiền 200.000.000 đồng được cấp ban đầu nhiều nhất có thể bằng cách trả lời đúng tất cả các câu hỏi của chương trình.

## Luật chơi
Người chơi tham gia chương trình theo hình thức ghép cặp, mỗi cuộc chơi bao gồm hai người dự thi cùng một lúc. Người chơi được nhận trước số tiền 200.000.000 đồng (chia làm 40 cọc tiền, mỗi cọc gồm 100 tờ có mệnh giá 50.000 đồng – tương ứng 5.000.000 đồng cho mỗi cọc) để bắt đầu cuộc chơi và sẽ sử dụng số tiền này để trả lời 8 câu hỏi. Cách duy nhất để thắng giải là phải trả lời chính xác tất cả 8 câu hỏi của chương trình bằng cách đặt cược số tiền cho các câu trả lời đúng.
Trong mỗi câu hỏi, hai chủ đề sẽ được đưa ra cho người chơi lựa chọn. Các đáp án sẽ được đưa ra trước (trong đó chỉ có 1 đáp án đúng), câu hỏi sẽ xuất hiện sau đó. Ở 4 câu hỏi đầu, có 4 phương án để lựa chọn; từ câu 5 đến câu 7 có 3 phương án lựa chọn và câu 8 chỉ có 2 phương án. Mỗi phương án trả lời sẽ được hiển thị trên một màn hình phía trên ô cửa tương ứng. Người chơi có 60 giây để đặt tiền lên các ô cửa tương ứng với đáp án mà họ cho là đúng, nhưng phải để lại ít nhất một ô cửa không có tiền. Trong trường hợp người chơi đặt tiền vào tất cả các đáp án mà không để lại một ô cửa trống, họ sẽ được yêu cầu dời số tiền ở một cửa sang một trong các cửa còn lại một cách nhanh chóng hoặc họ sẽ phải dừng phần chơi của mình (đôi khi, chương trình có thể phạt hai người chơi bằng cách loại bỏ một cọc tiền khỏi số tiền mà họ có thể thắng khi kết thúc chương trình).
Người chơi tuyệt đối không chia nhỏ (bóc mở) một cọc đã được đóng sẵn và phải để tất cả tiền vào cửa mà không được để dư cọc ra ngoài. Nếu người chơi không đặt tất cả số tiền họ có vào các đáp án trong thời gian giới hạn, người dẫn chương trình sẽ đề nghị người chơi đặt tiền lên một ô cửa đã có tiền trên đó một cách nhanh chóng.
Người chơi có quyền dừng đồng hồ và chốt đáp án trước khi hết giờ nếu đã cảm thấy phù hợp với số tiền đã đặt. Sau khi hết thời gian, chương trình sẽ kiểm tra kết quả của người chơi; cửa sẽ mở ở những ô tương ứng với đáp án sai, nếu có tiền đặt trên đó thì toàn bộ số tiền này sẽ rơi xuống hố (ở ngay bên dưới vị trí chơi) và được trả lại cho chương trình. Số tiền đặt ở đáp án đúng sẽ được giữ lại và sử dụng cho câu hỏi kế tiếp.
Đặc biệt, người chơi cũng có quyền nhận thêm 30 giây để thay đổi các cọc tiền cho một câu hỏi bất kỳ mà họ không biết chắc chắn đáp án đúng hoặc đang phân vân (trừ câu hỏi cuối cùng). Quyền này chỉ được sử dụng một lần trong toàn bộ cuộc chơi.
Trò chơi sẽ kết thúc khi người chơi đã đánh rơi toàn bộ 200.000.000 đồng được cấp ban đầu (lúc này người chơi sẽ bị loại và ra về tay trắng) hoặc chiến thắng ở câu hỏi cuối cùng (lúc này họ sẽ nhận được toàn bộ giải thưởng tương ứng với số tiền còn lại ở thời điểm đó).
Từ ngày 25 tháng 12 năm 2014, trong một số chương trình đặc biệt, trên bàn chơi còn có ba hộp quà tương ứng với ba phần thưởng khác nhau. Hai người chơi sẽ chọn một trong ba món quà bằng cách đặt hộp quà mình chọn vào ô trả lời đúng trong câu hỏi đầu tiên.
Sau lượt chơi của cặp trước, nếu thời gian vẫn còn, MC sẽ tiếp tục gọi cặp thí sinh khác cho đến khi hết thời lượng chương trình. Người chơi chưa hoàn thành phần thi khi thời lượng đã hết sẽ tiếp tục lượt chơi của họ vào chương trình tiếp theo.

## Phát sóng
Tập đầu tiên của chương trình được phát sóng vào ngày 16 tháng 1 năm 2014. Trong mùa đầu tiên, Đừng để tiền rơi được phát sóng vào lúc 20:00 thứ năm hàng tuần cho đến ngày 30 tháng 4 năm 2015. Vào ngày 6 tháng 1 năm 2016, mùa thứ hai của chương trình được lên sóng vào lúc 20:00 các ngày thứ tư (từ ngày 4 tháng 1 đến ngày 13 tháng 9 năm 2017 là 20:30).
Trong các ngày 30 tháng 1 năm 2014, 10 tháng 2 năm 2016 và 1 tháng 2 năm 2017, chương trình đều tạm ngừng lên sóng trong 1 tuần để dành thời lượng phát sóng các chương trình đặc biệt dịp Tết Âm lịch của VTV. Một tập của chương trình dự kiến phát sóng ngày 19 tháng 2 năm 2015 cũng được chuyển sang ngày 22 tháng 2 cùng năm với lý do tương tự.

## Những người chơi giành chiến thắng
Dưới đây là tất cả những cặp người chơi đã từng chiến thắng trong chương trình. Người chơi là người nổi tiếng được đánh dấu bằng chữ màu xanh lá cây.

### Mùa 1
| Tập              | Ngày phát sóng    | Cặp người chơi                                          | Số tiền (đồng) | Ghi chú |
| ---------------- | ----------------- | ------------------------------------------------------- | -------------- | --- |
| 1                | 16/1/2014         | Phạm Bảo Trung - Nghiêm Trần Hiếu                       | 70.000.000     | Cặp người chơi đầu tiên chiến thắng trong chương trình, cũng là kỷ lục của chương trình trong suốt thời gian phát sóng. |
| 64               | 9/4/2015          | Nguyễn Ngọc Thắng - Hà Cao Thắng                        | 50.000.000     | |
| 36               | 25/9/2014         | Lê Khắc Thiên Phú - Đặng Thái Sơn                       | 35.000.000     | |
| 37               | 2/10/2014 (tiếp)  | Lê Khắc Thiên Phú - Đặng Thái Sơn                       | 35.000.000     | |
| 62               | 26/3/2015         | Nguyễn Hồng Nhung - Lê Quang Tự Do                      | 30.000.000     | |
| 6                | 27/2/2014         | Minh Béo - Nguyễn Thùy Dương                            | 25.000.000     | |
| 41               | 30/10/2014        | Nguyễn Huy Chính - Lê Thanh Sơn                         | 5.000.000      | |
| 43               | 13/11/2014        | Phạm Văn Tuấn - Hoàng Thị Lan Anh                       | 5.000.000      | |
| 44               | 20/11/2014        | Phạm Văn Tuấn - Hoàng Thị Lan Anh                       | 5.000.000      | |
| 44               | 20/11/2014        | Chi Pu - Gil Lê                                         | 20.000.000     | |
| 45               | 27/11/2014 (tiếp) | Chi Pu - Gil Lê                                         | 20.000.000     | |
| 4                | 13/2/2014         | Phạm Quý Trọng - Nguyễn Thị Ngọc Ánh                    | 10.000.000     | |
| 53               | 22/1/2015         | Hương Giang Idol - Criss Lai                            | 45.000.000     | Cặp người chơi đến từ Cuộc đua kỳ thú 2014.                                                                             |
| 55               | 5/2/2015          | Trần Quang Huy - Nguyễn Thị Ngọc Khánh                  | 10.000.000     | |
| 56               | 5/2/2015          | Trần Quang Huy - Nguyễn Thị Ngọc Khánh                  | 10.000.000     | |
| 12/2/2015 (tiếp) |                   | Trần Quang Huy - Nguyễn Thị Ngọc Khánh                  | 10.000.000     | |
| 56               | 12/2/2015         | Hồ Nguyễn Kim Thanh - Đống Xuân Được                    | 10.000.000     | |
| 60               | 12/3/2015         | Hồ Nguyễn Kim Thanh - Đống Xuân Được                    | 10.000.000     | |
| 60               | 12/3/2015         | Phương Anh Idol - Nguyễn Hải Yến                        | 25.000.000     | |
| 61               | 19/3/2015         | Phương Anh Idol - Nguyễn Hải Yến                        | 25.000.000     | |
| 65               | 16/4/2015         | Vân Trang - Bảo Thu                                     | 5.000.000      | |
| 66               | 23/4/2015         | Nguyễn Đức Hải Hoàng (Hoàng Rapper) - Phan Lê Ái Phương | 10.000.000     | Cặp người chơi cuối cùng chiến thắng chương trình ở mùa 1.                                                              |

### Mùa 2
| Tập | Ngày phát sóng       | Cặp người chơi                             | Số tiền (đồng) | Ghi chú                                                    |
| --- | -------------------- | ------------------------------------------ | -------------- | ---------------------------------------------------------- |
| 25  | 29/6/2016            | Diệu Linh - Thanh Vân                      | 35.000.000     |                                                            |
| 26  | 6/7/2016 (tiếp)      | Diệu Linh - Thanh Vân                      | 35.000.000     |                                                            |
| 11  | 23/3/2016            | Tú Quyên - Ngọc Phúc                       | 30.000.000     |                                                            |
| 18  | 11/5/2016            | Hoài Phương - Phương Dung                  | 25.000.000     |                                                            |
| 60  | 8/3/2017             | Thái Trinh - Quang Đăng                    | 25.000.000     |                                                            |
| 40  | 12/10/2016           | Thu Hằng - Tiến Sĩ                         | 20.000.000     |                                                            |
| 41  | 19/10/2016 (tiếp)    | Thu Hằng - Tiến Sĩ                         | 20.000.000     |                                                            |
| 15  | 20/4/2016            | Tấn Thiện - Phương Nam                     | 15.000.000     |                                                            |
| 37  | 21/9/2016            | Tim - Trương Quỳnh Anh                     | 15.000.000     |                                                            |
| 5   | 3/2/2016             | Ngô Kiến Huy - Quang Chí                   | 10.000.000     |                                                            |
| 7   | 24/2/2016            | Ánh Hoa - Thùy Linh                        | 10.000.000     |                                                            |
| 8   | 2/3/2016 (tiếp)      | Ánh Hoa - Thùy Linh                        | 10.000.000     |                                                            |
| 29  | 27/7/2016            | Nguyễn Minh Cường - Hoài Thu               | 10.000.000     |                                                            |
| 44  | 9/11/2016            | Trần Xuân Tiến - Trần Tuấn Anh (Addy Trần) | 10.000.000     |                                                            |
| 45  | 16/11/2016 (tiếp)    | Trần Xuân Tiến - Trần Tuấn Anh (Addy Trần) | 10.000.000     |                                                            |
| 52  | 4/1/2017             | Hoàng Lan - Ngọc Luân                      | 10.000.000     |                                                            |
| 53  | 11/1/2017 (tiếp)     | Hoàng Lan - Ngọc Luân                      | 10.000.000     |                                                            |
| 1   | 6/1/2016             | Nhan Phúc Vinh - Linh Chi                  | 5.000.000      | Cặp người chơi đầu tiên của mùa 2                          |
| 3   | 20/1/2016            | Dương Cẩm Lynh - Nguyễn Thị Nhuận          | 5.000.000      |                                                            |
| 9   | 9/3/2016             | An Việt - An Đông                          | 5.000.000      |                                                            |
| 57  | 15/2/2017            | Tuấn Long - Xuân Mai                       | 5.000.000      |                                                            |
| 58  | 22/2/2017 (tiếp tục) | Tuấn Long - Xuân Mai                       | 5.000.000      |                                                            |
| 65  | 12/4/2017            | Nguyễn Thị Liên - Võ Thị Tố Như            | 5.000.000      |                                                            |
| 72  | 31/5/2017            | Thiên Ân - Kim Nguyễn                      | 5.000.000      |                                                            |
| 73  | 7/6/2017 (tiếp)      | Thiên Ân - Kim Nguyễn                      | 5.000.000      |                                                            |
| 75  | 21/6/2017            | Khánh Quỳnh - Quỳnh Như                    | 10.000.000     |                                                            |
| 76  | 28/6/2017 (tiếp)     | Khánh Quỳnh - Quỳnh Như                    | 10.000.000     |                                                            |
| 80  | 26/7/2017            | Trần Hà Phương - Trần Hà Giang             | 5.000.000      |                                                            |
| 81  | 2/8/2017 (tiếp)      | Trần Hà Phương - Trần Hà Giang             | 5.000.000      |                                                            |
| 83  | 16/8/2017            | Trương Diệu Ngọc - Ngô Phát                | 10.000.000     | Cặp người chơi cuối cùng chiến thắng chương trình ở mùa 2. |
| 84  | 23/8/2017 (tiếp tục) | Trương Diệu Ngọc - Ngô Phát                | 10.000.000     | Cặp người chơi cuối cùng chiến thắng chương trình ở mùa 2. |

## Những người nổi tiếng tham gia chương trình
Dưới đây là danh sách người chơi là người nổi tiếng đã tham gia chương trình qua 2 mùa phát sóng. Những người nổi tiếng chiến thắng chương trình được tô màu xanh lá cây.
| #                             | Tập                                    | Người nổi tiếng                     | Kết quả                       | Ghi chú                                                       |
| Mùa 1 (16/1/2014 - 30/4/2015) | Mùa 1 (16/1/2014 - 30/4/2015)          | Mùa 1 (16/1/2014 - 30/4/2015)       | Mùa 1 (16/1/2014 - 30/4/2015) | Mùa 1 (16/1/2014 - 30/4/2015)                                 |
| ----------------------------- | -------------------------------------- | ----------------------------------- | ----------------------------- | ------------------------------------------------------------- |
| 1                             | 2 (23/1/2014)                          | Đinh Mạnh Ninh                      | Bị loại ở câu 5               | Đồng đội của Bùi Minh Quân                                    |
| 2                             | (27/2/2014)                            | Hồng Quang Minh (Minh Béo)          | 25.000.000 đồng               | Đồng đội của Nguyễn Thùy Dương                                |
| 3                             | 7 (6/3/2014) 8 (13/3/2014 - tiếp)      | Phan Thành Công                     | Bị loại ở câu 7               | Nhà thiết kế                                                  |
| 4                             | 7 (6/3/2014) 8 (13/3/2014 - tiếp)      | Nguyễn Ngọc Bích                    | Bị loại ở câu 7               | Người mẫu                                                     |
| 5                             | (27/3/2014)                            | Ngô Thanh Hòa                       | Bị loại ở câu 5-7             | Thí sinh Vua đầu bếp Việt Nam 2013                            |
| 6                             | (27/3/2014)                            | Phan Thắng Thái Hòa                 | Bị loại ở câu 5-7             | Thí sinh Vua đầu bếp Việt Nam 2013                            |
| 7                             | 37 2/10/2014                           | Nguyễn Việt Cường (Cường Seven)     | Bị loại ở câu 6               | Đồng đội của Dương Ngọc Hương                                 |
| 8                             | 9/10/2014                              | Tạ Thùy Minh                        | Thua cuộc ở câu 8             | Đồng đội của Đỗ Minh Hoàng                                    |
| 8                             | 16/10/2014 (tiếp)                      | Tạ Thùy Minh                        | Thua cuộc ở câu 8             | Đồng đội của Đỗ Minh Hoàng                                    |
| 9                             | 44 (20/11/2014) 45 (27/11/2014 - tiếp) | Nguyễn Thùy Chi (Chi Pu)            | 20.000.000 đồng               |                                                               |
| 10                            | 44 (20/11/2014) 45 (27/11/2014 - tiếp) | Lê Thanh Trúc (Gil Lê)              | 20.000.000 đồng               |                                                               |
| 11                            | 55 (5/2/2015)                          | Nguyễn Anh Tuấn (Will)              | Bị loại ở câu 4               | Thành viên của nhóm nhạc 365                                  |
| 12                            | 55 (5/2/2015)                          | Nguyễn Cao Sơn Thạch (S.T)          | Bị loại ở câu 4               | Thành viên của nhóm nhạc 365                                  |
| 13                            | 65 (16/4/2015)                         | Vân Trang                           | 5.000.000 đồng                | Đồng đội của Bảo Thu                                          |
| 14                            | 66 (23/4/2015)                         | Nguyễn Đức Hải Hoàng (Hoàng Rapper) | 10.000.000 đồng               | Cặp người chơi cuối cùng chiến thắng chương trình ở mùa 1     |
| 15                            | 66 (23/4/2015)                         | Phan Lê Ái Phương                   | 10.000.000 đồng               | Cặp người chơi cuối cùng chiến thắng chương trình ở mùa 1     |
| Mùa 2 (6/1/2016 - 13/9/2017)  |                                        |                                     |                               |                                                               |
| 16                            | 1 (6/1/2016)                           | Nhan Phúc Vinh                      | 5.000.000 đồng                | Đồng đội của Linh Chi                                         |
| 17                            | 2 (13/1/2016)                          | Quang Lê                            | Bị loại ở câu 4               | Đồng đội của Kim Long                                         |
| 18                            | 3 (20/1/2016)                          | Dương Cẩm Lynh                      | 5.000.000 đồng                | Đồng đội của Nguyễn Thị Nhuận                                 |
| 19                            | 5 (3/2/2016)                           | Lê Thành Dương (Ngô Kiến Huy)       | 10.000.000 đồng               | Đồng đội của Quang Chí                                        |
| 20                            | 6 (17/2/2016)                          | Chế Nguyễn Quỳnh Châu               | Bị loại ở câu 4               | Người mẫu                                                     |
| 21                            | 6 (17/2/2016)                          | Thanh Long                          | Bị loại ở câu 4               | Người mẫu                                                     |
| 22                            | 6 (17/2/2016)                          | Khải Anh                            | Bị loại ở câu 6               | Ca sĩ - Đồng đội của Đức Anh                                  |
| 23                            | 7 (24/2/2016)                          | Chí Thiện                           | Bị loại ở câu 6               | Đồng đội của Khoa Tân                                         |
| 24                            | 8 (2/3/2016)                           | Lê Minh Trung                       | Bị loại ở câu 3               | Ca sĩ - Đồng đội của nhà báo Thành Trung                      |
| 25                            | 39 (16/3/2016)                         | Nguyệt Tâm                          | Bị loại ở câu 7               | Đồng đội của Hiếu Nghĩa                                       |
|                               | 10 (16/3/2016)                         | Đào Bá Lộc                          | Bị loại ở câu 2               | Đồng đội của Ngọc Anh                                         |
| 26                            | 12 (30/3/2016) 13 (6/4/2016 - tiếp)    | Trương Quốc Bảo                     | Bị loại ở câu 6               |                                                               |
| 27                            | 12 (30/3/2016) 13 (6/4/2016 - tiếp)    | Nhã Phương                          | Bị loại ở câu 6               |                                                               |
| 28                            | 17 (4/5/2016)                          | Nam Em                              | Bị loại ở câu 4               | Đồng đội của Trang Đài                                        |
| 29                            | 19 (18/5/2016) 20 (25/5/2016)          | Nguyễn Quang Hiếu (Hồ Quang Hiếu)   | Bị loại ở câu 7               |                                                               |
| 30                            | 19 (18/5/2016) 20 (25/5/2016)          | Hồ Việt Trung                       | Bị loại ở câu 7               |                                                               |
| 31                            | 24 (22/6/2016) 25 (29/6/2016)          | Nam Cường                           | Bị loại ở câu 4               | Đồng đội của Ngọc Tuyên                                       |
| 32                            | 55 (6/7/2016)                          | Ngọc Thảo                           | Bị loại ở câu 6               |                                                               |
| 33                            | 55 (6/7/2016)                          | Thế Anh (Andree)                    | Bị loại ở câu 6               |                                                               |
| 34                            | 57 (20/7/2016)                         | Cao Thiên Trang                     | Bị loại ở câu 3               | Top 3 Vietnam's Next Top Model 2012 - Đồng đội của Quỳnh Trần |
| 35                            | 30 (3/8/2016) 31 (10/8/2016 - tiếp)    | Phương Ly                           | Thua cuộc ở câu 8             |                                                               |
| 36                            | 30 (3/8/2016) 31 (10/8/2016 - tiếp)    | Thiều Bảo Trang                     | Thua cuộc ở câu 8             |                                                               |
| 37                            | 32 (17/8/2016)                         | Du Thiên                            | Bị loại ở câu 2               | Ca sĩ - Đồng đội của Anh Tùng                                 |
| 38                            | 36 (14/9/2016)                         | Hồ Trung Dũng                       | Bị loại ở câu 7               | Đồng đội của Đang Anh                                         |
| 39                            | 66 (21/9/2016)                         | Trần Nguyên Cát Vũ (Tim)            | 15.000.000 đồng               |                                                               |
| 40                            | 66 (21/9/2016)                         | Trương Quỳnh Anh                    | 15.000.000 đồng               |                                                               |
| 41                            | 39 (5/10/2016)                         | Lâm Vũ                              | Bị loại ở câu 7               | Ca sĩ - Đồng đội của Minh Trà                                 |
| 42                            | 42 (26/10/2016)                        | Vũ Ngọc Hoàng Oanh                  | Thua cuộc ở câu 8             |                                                               |
| 43                            | 42 (26/10/2016)                        | Huỳnh Anh                           | Thua cuộc ở câu 8             |                                                               |
| 44                            | 73 (9/11/2016) 74 (16/11/2016)         | Trần Xuân Tiến                      | 10.000.000 đồng               |                                                               |
| 45                            | 73 (9/11/2016) 74 (16/11/2016)         | Trần Tuấn Anh (Addy Trần)           | 10.000.000 đồng               |                                                               |
| 46                            | 46 (23/11/2016) 47 (30/11/2016 - tiếp) | Võ Minh Lâm                         | Thua cuộc ở câu 8             |                                                               |
| 47                            | 46 (23/11/2016) 47 (30/11/2016 - tiếp) | Lâm Ngọc Hoa                        | Thua cuộc ở câu 8             |                                                               |
| 77                            | 48 (7/12/2016)                         | Kim Thảo (Kim MC)                   | Thua cuộc ở câu 8             |                                                               |
| 49                            | 48 (7/12/2016)                         | Minh Tuấn                           | Thua cuộc ở câu 8             | MC                                                            |
| 50                            | 50 (21/12/2016)                        | Mai Phương                          | Bị loại ở câu 6               |                                                               |
| 51                            | 50 (21/12/2016)                        | Thu Vũ                              | Bị loại ở câu 6               |                                                               |
| 52                            | 51 (28/12/2016)                        | Phương Hằng                         | Thua cuộc ở câu 8             | Diễn viên - Đồng đội của Anh Tâm                              |
| -                             | 52 (4/1/2017)                          | Nguyễn Việt Cường (Cường Seven)     | Bị loại ở câu 4               | Đồng đội của Tuấn Ngọc                                        |
| 53                            | 54 (18/1/2017) 55 (25/1/2017)          | Minh Tuấn                           | Bị loại ở câu 6               | Ca sĩ, diễn viên                                              |
| 54                            | 54 (18/1/2017) 55 (25/1/2017)          | Quang Bảo                           | Bị loại ở câu 6               | VJ                                                            |
| 55                            | 55 (25/1/2017)                         | Hà Thúy Anh                         | Bị loại ở câu 7               |                                                               |
| 56                            | 55 (25/1/2017)                         | Phan Ngọc Luân                      | Bị loại ở câu 7               |                                                               |
| 57                            | 56 (8/2/2017)                          | Trương Thảo Nhi                     | Bị loại ở câu 6               |                                                               |
| 58                            | 56 (8/2/2017)                          | Phạm Toàn Thắng                     | Bị loại ở câu 6               |                                                               |
| 59                            | 60 (8/3/2017)                          | Thái Trinh                          | 25.000.000 đồng               | Ca sĩ                                                         |
| 60                            | 60 (8/3/2017)                          | Quang Đăng                          | 25.000.000 đồng               | Vũ công                                                       |
| 61                            | 61 (15/3/2017)                         | Phạm Duy Thuận (Jun Phạm)           | Thua cuộc ở câu 8             | Đồng đọi của Ngọc Phượng                                      |
| 62                            | 62 (22/3/2017) 63 (29/3/2017 - tiếp)   | Minh Trung                          | Bị loại ở câu 7               |                                                               |
| 63                            | 62 (22/3/2017) 63 (29/3/2017 - tiếp)   | MLee                                | Bị loại ở câu 7               | Ca sĩ                                                         |
| 64                            | 64 (5/4/2017)                          | Ngân Quỳnh                          | Thua cuộc ở câu 8             | Đồng đội của Trung Nguyên                                     |
| 65                            | 66 (19/4/2017)                         | Dương Mạc Anh Quân                  | Bị loại ở câu 6               | Người mẫu - Đồng đội của Thu Thủy                             |
| 66                            | 67 (26/4/2017) 68 (3/5/2017 - tiếp)    | Vũ Hà                               | Thua cuộc ở câu 8             |                                                               |
| 67                            | 67 (26/4/2017) 68 (3/5/2017 - tiếp)    | Hữu Tiến                            | Thua cuộc ở câu 8             |                                                               |
| 68                            | 69 (10/5/2017) 70 (17/5/2017 - tiếp)   | Sỹ Luân                             | Bị loại ở câu 7               | Đồng đội của Phương Thảo                                      |
| 69                            | 72 (31/5/2017)                         | Hoàng Bách                          | Bị loại ở câu 3               | Ca sĩ                                                         |
| 70                            | 72 (31/5/2017)                         | Khánh Long                          | Bị loại ở câu 3               | Ca sĩ                                                         |
| 71                            | 72 (31/5/2017) 73 (7/6/2017- tiếp)     | Kim Nguyễn                          | 5.000.000 đồng                | Hoa hậu Quý bà châu Á 2016                                    |
| 72                            | 72 (31/5/2017) 73 (7/6/2017- tiếp)     | Thiên Ân                            | 5.000.000 đồng                |                                                               |
| 73                            | 73 (7/6/2017) 74 (14/6/2017 - tiếp)    | Phan Anh                            | Thua cuộc ở câu 8             |                                                               |
| 74                            | 73 (7/6/2017) 74 (14/6/2017 - tiếp)    | Pha Lê                              | Thua cuộc ở câu 8             | Ca sĩ                                                         |
| 75                            | 74 (14/6/2017) 75 (21/6/2017 - tiếp)   | Công Bắc                            | Thua cuộc ở câu 8             | Đồng đội của Công Trung                                       |

## Tranh cãi
Tập 69 (lên sóng ngày 10/5/2017) có sự tham gia của ca nhạc sĩ Sỹ Luân và Phương Thảo. Cả hai nhận được câu hỏi: "Ông Bụt trong truyện cổ tích Việt Nam sử dụng câu thần chú ''Khắc xuất, khắc nhập'' đối với loài cây nào?" và 4 đáp án: cây vú sữa, cây tre, cây cau và cây khế. Ngay khi nhận được câu hỏi, Sỹ Luân và Phương Thảo quả quyết phương án đúng là "cây khế" và nhanh chóng đặt toàn bộ số tiền 200 triệu đồng vào câu trả lời này. Khi Phương Thảo khuyên, chuyển số tiền 30 triệu vào đáp án "cây tre", Sỹ Luân còn thoải mái tuyên bố: "Thua thì đi về". Sau một hồi suy nghĩ, họ quyết định đặt 195 triệu đồng cho phương án "cây khế" và 5 triệu đồng cho phương án "cây tre". Đáp án này khiến MC Thành Trung lẫn rất nhiều khán giả có mặt tại trường quay bất ngờ, bởi lẽ truyện cổ tích Cây tre trăm đốt rất phổ biến, từng được đưa vào sách giáo khoa. Sau khi chương trình lên sóng, nhiều khán giả đã bày tỏ sự hoài nghi về kiến thức của hai người chơi. Thậm chí người chơi Phương Thảo còn cho biết câu "Khắc xuất khắc nhập" "nghe như câu thần chú của truyện Alibaba".

## Ngừng phát sóng
Chương trình đã chính thức dừng phát sóng khán giả sau 3 năm phát sóng vào ngày 13 tháng 9 năm 2017. Thay thế cho khung giờ 20:30 thứ 4 hàng tuần là chuơng trình Quyền lực ghế nóng, từ ngày 20/09/2017.